# Anahuac
Anahuac je město v okrese Chambers County ve státě Texas ve Spojených státech amerických. K roku 2000 zde žilo 2 210 obyvatel. S celkovou rozlohou 5,5 km² byla hustota zalidnění 403,4 obyvatel na km².